# Cibin
Cibin (tysk: Zibin; ungarsk: Szeben) er en flod i det centrale Rumænien, i den sydlige del af Transsylvanien. Dens kilde er tæt på den højeste top i Cindrel-bjergene (også kendt som Cibin-bjergene) i de sydlige Karpater. Opstrøms fra dens sammenløb med Râul Mic kaldes floden også Râul Mare. Floden flyder udelukkende i Sibiu County.
Den er en vigtig biflod til floden Olt,  og løber ud i denne tæt på Tălmaciu, i umiddelbar nærhed af Podu Olt-banegården. Den er 82 km lang og og har et afvandingsareal på 2.194 km2.
Floden danner lavningen Sibiu Depressionen, hvori byen Sibiu ligger, og som den løber gennem. Tæt på bjergene løber floden gennem Mărginimea Sibiului -området, kendt for sine stærke rumænske traditioner. To af de største kommuner i Sibiudistriktet Gura Râului og Orlat - ligger ved flodens bredder.
Den økonomiske betydning af floden kommer fra dæmningen tæt på Gura Râului, som, udover at generere elektrisk strøm, repræsenterer den største drikkevandsreservoir for byen Sibiu. Der ligger også nogle stenbrud ved floden.

## Bifloder
Følgende floder er bifloder til floden Cibin (fra kilde til udmunding):
Fra venstre: Râul Mic, Breaza, Săliște (nær Orlat ), Rusciori, Fărmăndola, Hârtibaciu (nær Veștem )
Fra højre: Niculești, Măciuca, Crăciuneasa, Izvorul de la Degnaza, Păltiniș, Valea Cărbunarului, Valea Mare, Mărăjdia Veche, Valea Lupului, Vala Aurie, Vala Săpunului, sebeș, Cisnăia